# Ruth Law
Ruth Law Oliver (21 de mayo de 1887 – 1 de diciembre de 1970) fue una aviadora estadounidense pionera durante la década de 1910.

## Trayectoria
Nació como Ruth Bancroft Law el 21 de mayo de 1887, hija de Sarah Bancroft Breed y Frederick Henry Law en Lynn, Massachusetts, Estados Unidos.
Su hermano, Rodman Law,era paracaidista y actor de cine pionero. Con él se desafió a sí misma a seguirle el ritmo físicamente durante su infancia y fue quien la inspiró a empezar a volar.
Law fue instruida por Harry Atwood y Arch Freeman en Atwood Park en Saugus, Massachusetts. Antes fue rechazada  por Orville Wright porque, según Law, él creía que las mujeres no tenían inclinación mecánica. Esto solo la hizo más decidida, diciendo ella misma más tarde "La forma más segura de hacerme hacer algo es decirme que no puedo hacerlo." Law era una mecánica experta. Se licenció como piloto en noviembre de 1912, y en 1915 hizo una demostración de acrobacias aéreas en Daytona Beach, Florida, ante una gran multitud. Anunció que iba a hacer un giro de 360º, conocido como looping, por primera vez y procedió a hacerlo, no una sino dos veces, para consternación de su marido, Charles Oliver.

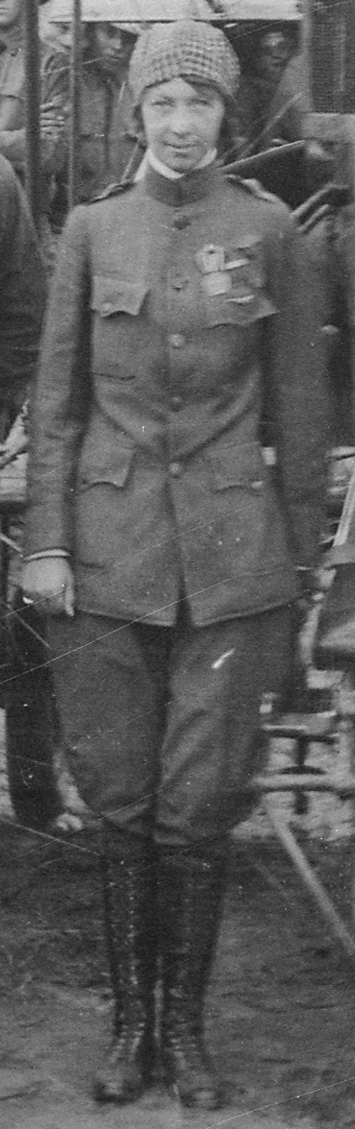
Ruth Law fue la única mujer a la que se le permitió usar el uniforme de aviación del gobierno francés para fines no militares durante la Primera Guerra Mundial.

En 1915 participó en una campaña publicitaria para la pretemporada de la Liga de béisbol. El mánager de los Dodgers, Wilbert Robinson, y Casey Stengel, que jugaba en la posición de jardinero, se enteraron de que Law había estado lanzando pelotas de golf desde el cielo a un campo de golf cercano y decidieron que un truco similar sería bueno para darle publicidad a la liga de béisbol. El 13 de marzo de 1915, Law voló con Stengel a bordo lista para dejar caer la pelota de béisbol en el guante que esperaba Robinson. Pero en lugar de una pelota de béisbol, lo que se arrojó desde el avión fue una toronja, ya sea como broma o por error. La fruta se rompió con el impacto, cubriendo a Robinson con una sustancia viscosa, haciéndole creer que estaba herido y cubierto de sangre. Afortunadamente, no fue ese el caso, pero la leyenda popular dice que este incidente fue el que le dio a la Liga de la Toronja su apodo.
En 1916, participó en una competición de altitud, quedando dos veces en segundo lugar, por poco, detrás de los pilotos masculinos. Ella estaba furiosa, decidida a establecer un récord que la permitiera competir tanto con hombres como con mujeres.
Su mayor hazaña tuvo lugar el 19 de noviembre de 1916, cuando rompió el récord de velocidad aérea existente en un vuelo a través de Estados Unidos de 452 millas (727,4 km) establecida por Victor Carlstrom al volar sin escalas desde Chicago al estado de Nueva York, una distancia de 590 millas (949,5 km). Al día siguiente voló a la ciudad de Nueva York. Mientras volaba sobre Manhattan, se quedó sin combustible, pero planeó hasta un aterrizaje seguro en Governors Island y fue recibida por el capitán del ejército de los Estados Unidos Henry "Hap" Arnold, que un día se convertiría en comandante general de las Fuerzas Aéreas del Ejército de los Estados Unidos. El presidente Woodrow Wilson asistió a una cena celebrada en su honor el 2 de diciembre de 1916.
En enero de 1917, por invitación del periódico The New York World, Law y su marido viajaron a Francia para que ella pudiera evaluar el estado de la aviación francesa durante la Primera Guerra Mundial. Según su entrevista de 1960 con la Universidad de Columbia, el periódico también quería que ella "trajera el que considerara que podría ser el mejor avión que tenían". Estados Unidos, dijo, estaba "siendo criticado por quedarse atrás [en equipamiento aéreo] - esto fue en 1916, antes de que entráramos en la guerra... Así que el New York World [me] dio 10.000 dólares para gastar en este avión". Compró un avión Morane, lo trajo de vuelta a Estados Unidos y comenzó a volarlo en un "pequeño aeródromo en las afueras de Boston."

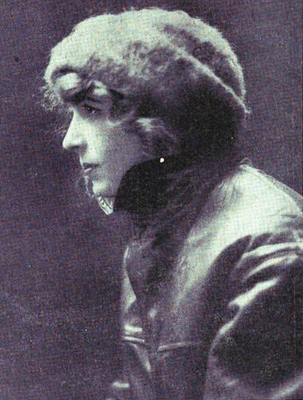
Ruth Law, de la portada de la edición del 5 de mayo de 1917 de Billboard

Después de que Estados Unidos entrara en la Primera Guerra Mundial en abril de 1917, hizo campaña sin éxito para que se permitiera a las mujeres volar aviones militares. Herida por su rechazo, escribió un artículo titulado "¡Dejen que las mujeres vuelen!" en la revista Air Travel, donde argumentó que el éxito en la aviación debería demostrar la aptitud de la mujer para trabajar en ese campo.
Después de la guerra, continuó batiendo récords. Después de que Raymonde de Laroche de Francia estableciera un récord de altitud femenino de casi 13 pies (4 m) el 7 de junio de 1919. Rompió el récord de Laroche el 10 de junio, volando a 14,7 pies (4,5 m). Laroche, a su vez, rompió el récord de Oliver el 12 de junio, volando a una altitud de 15,748 pies (4,8 m).
Una mañana de 1922, Law se despertó y leyó con sorpresa un anuncio de su retiro en el periódico; su marido se había cansado de su peligroso trabajo y había tomado la medida de poner fin a su carrera como piloto, y ella accedió a su demanda.
En 1932 tuvo una crisis nerviosa que Law atribuyó a la falta de vuelos, después de haberse retirado y haberse establecido en Los Ángeles.
En 1948, Law asistió a un evento del Smithsonian en Washington D. C., para celebrar la donación del avión Kitty Hawk de los hermanos Wright. A pesar de su exitosa carrera en la aviación, viajó en tren.

Murió el 1 de diciembre de 1970 en San Francisco. Está enterrada en el cementerio de Pine Grove en Lynn, Massachusetts.

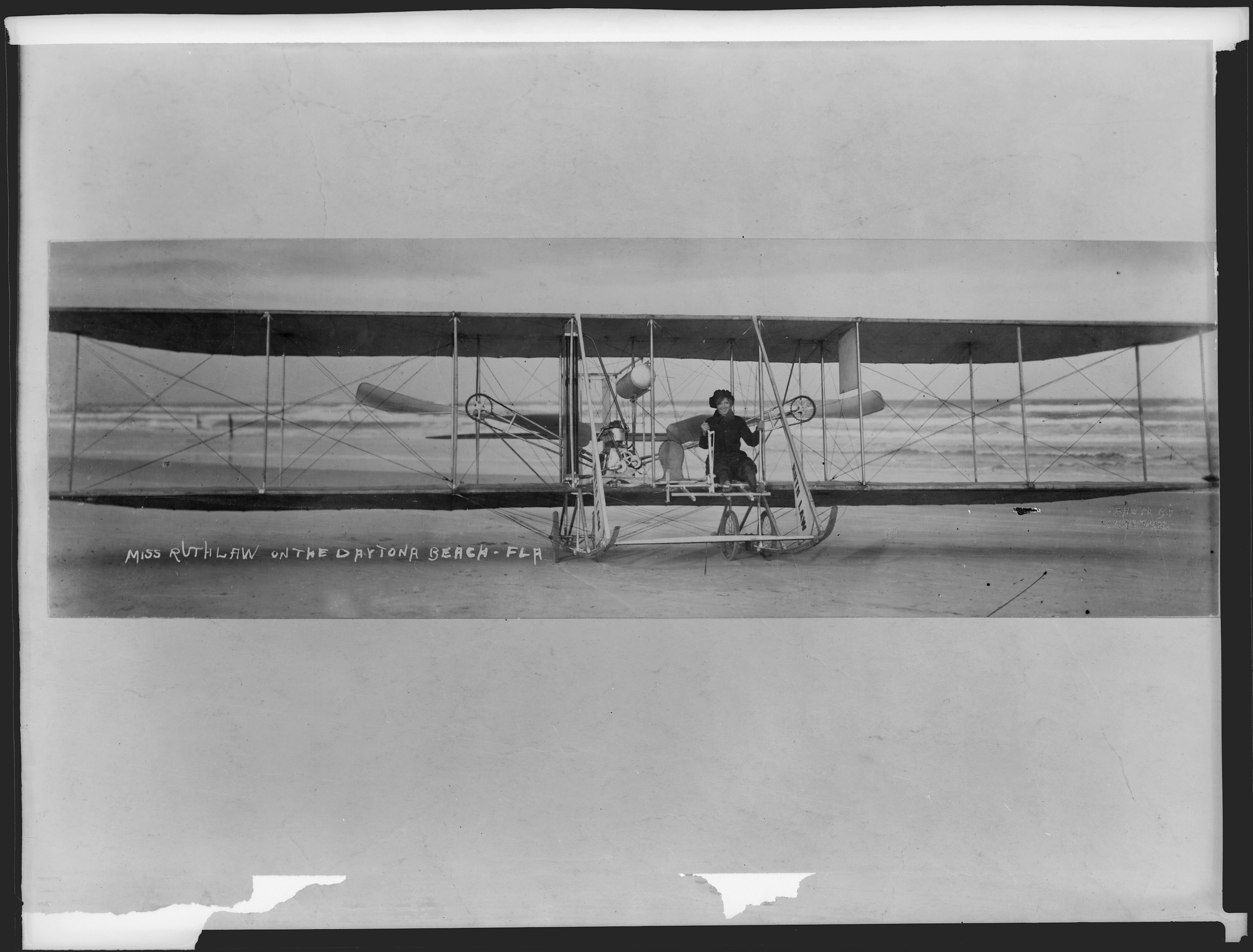
Law en Daytona Beach con su primer avión, un Wright Modelo B
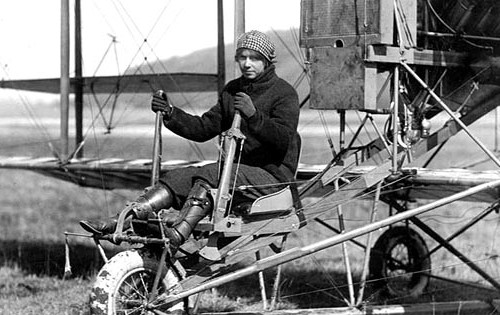
Ruth Law en 1915: Su avión es un Curtiss Pusher, pero tiene palancas de control de los hermanos Wright .
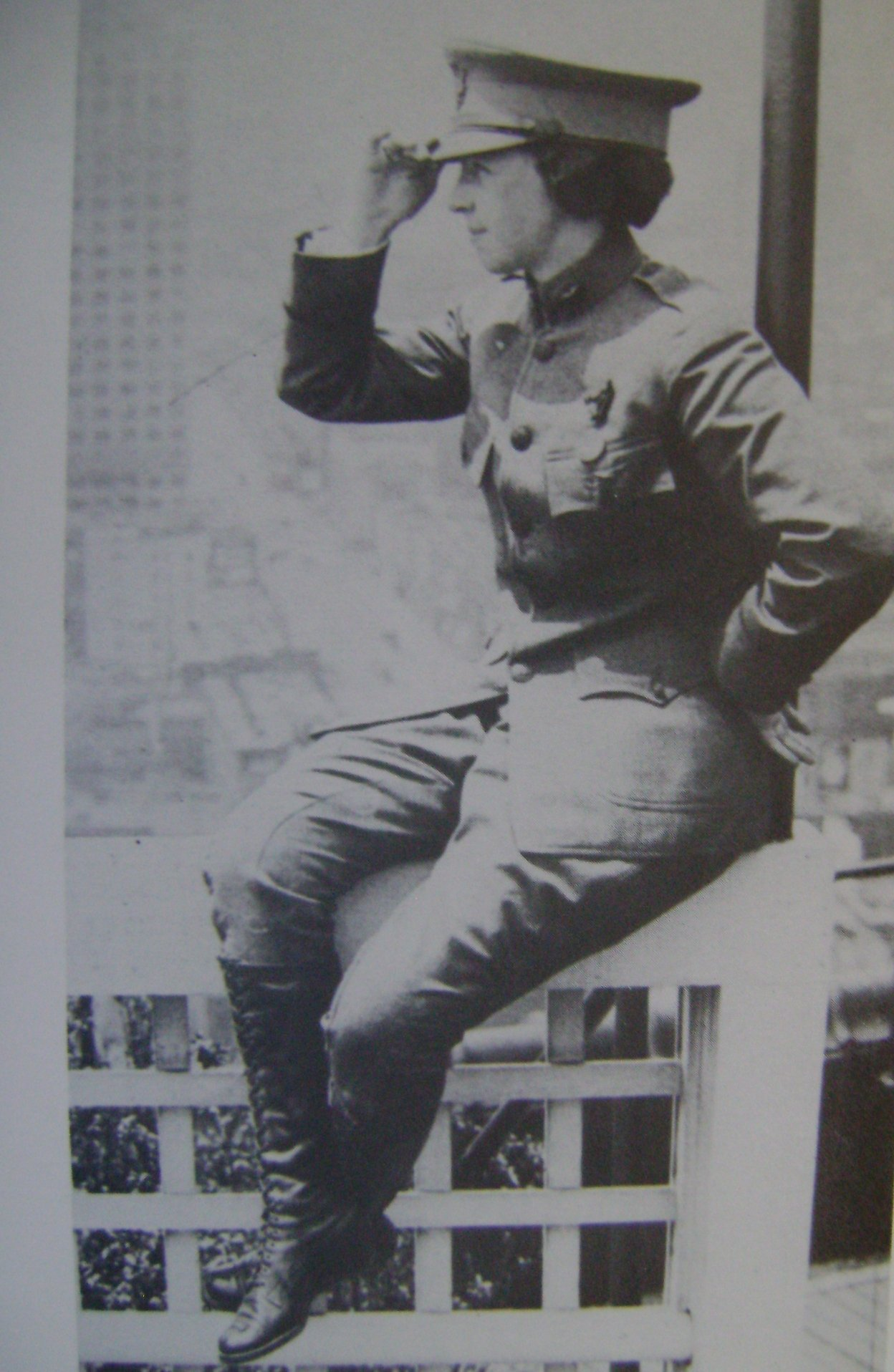
Ruth Law en el Hotel McAlpin, 1917